# شيافيرانو
شيافيرانو هي بلدية في مدينة تورينو الحضرية في مدينة بيدمونت الإيطالية، وتقع على بعد حوالي 50 كيلومتر (31 ميل) شمال شرق تورين.
تقع شيافيرانو على حدود البلديات التالية: دوناتو، وأندرات، وبورجوفرانكو ديفريا، وسالا بيليز، وتورازو، ومونتالتو دورا، وبورولو، وإيفريا، وكاسينيت دي إيفريا. تضم المعالم السياحية كنيسة سانتو ستيفانو دي سيسانو الرومانية (القرن الحادي عشر) وبقايا قلعة سان جوزيبي.

## المدن الشقيقة
- ماني، فرنسا

## روابط خارجية
- الموقع الرسمي
- السياحة Chiaverano